# Por ser tu mujer
«Por Ser Tu Mujer» (con su versión en inglés titulada «I'll Do What It Takes») es el primer sencillo del álbum Natalia Jiménez, de la cantante española Natalia Jiménez. La canción fue estrenada en abril de 2011 junto a una nueva campaña de AT&T.

## Posicionamiento
Pocas horas después, de su salida entra directamente al número #34 en iTunes (México), #95 en iTunes (España) , y #54 en iTunes (US latin)
| Posición | 95 | 130 | 139 |

Luego de tres semanas la canción sale de los 300 de iTunes (España).

## Información de la canción
Con una música muy profunda, combinando distintos elementos pero siguiendo la línea de La Quinta Estación, la canción es un tema muy sensual sobre una mujer que habla de su relación infiel con otro hombre que no la desea.
La canción también tiene una versión en inglés que formará parte del álbum.
el primer sencillo de este álbum, narra la historia de una chica que daría todo por ser la pareja oficial del hombre que ama. En el video de esta canción, Natalia sale vestida como novia de blanco y novia de negro, mismo traje que lució en los Premios Juventud 2011. Al final del video, la novia de blanco sale corriendo de la iglesia, una situación que la misma Natalia estuvo muy cerca de vivir en marzo de 2009.

## Video musical
La dirección del vídeo ha ido a cargo de Carlos Pérez, el director puertorriqueño y fundador de Elastic People con el que la cantante ha quedado muy satisfecha por el trabajo realizado.
El video tuvo su estreno mundial el 6 de junio de 2011, ha sido un gran éxito hasta el momento.
La cantante española Natalia Jiménez celebra el estreno del video musical Por Ser Tu Mujer. El tema, escrito por la cantautora, es el primer sencillo de su anticipado álbum homónimo como solista, que sale a la venta el próximo 21 de junio bajo el sello disquero Sony Music Latin.
El video fue grabado en el monasterio español de Miami el pasado 4 de mayo bajo la dirección de Carlos Pérez y la casa productora Elastic People. El concepto del video fue creación de la talentosa artista junto al director del mismo. El video muestra a Natalia representando a la novia convencional vestida de blanco y la novia que nunca llega al altar. En la producción participaron más de 30 extras.
“Estoy muy contenta con el video!. Pude diseñar el vestuario del mismo junto con mi equipo de estilistas y estoy muy satisfecha con el gran trabajo que hicimos! Me encanta la historia y la pasión que hay en el video”, comentó Natalia alegremente.
En referencia a la mancuerna de trabajo con el director del video dijo: “Me sentí muy cómoda trabajando con un director como Carlos, ya que tiene una excelente trayectoria. Sus videos tienen un sello único, me encanta su estilo.” Y continuó hablando del concepto del video, “la idea surgió después de analizar la canción y me pareció muy atrevido al principio vestirme de novia, pero quise retratar a todas las mujeres que pasan por un momento así en sus vidas”, concluyó la artista.
El video se estrenará en exclusiva vía VEVO, Ritmoson Latino, y Primer Impacto y debido a su temática, sin duda alguna, dará mucho de qué hablar. Además en tan sólo 4 meses consiguió más de 2.000.000 de visitas.